# 드래곤 킬 포인트
DKP 또는 드래곤 킬 포인트는 에버퀘스트, 에버퀘스트 II 및 월드 오브 워크래프트 같은 플레이어 그룹간 아이템을 분배하는 형식의 MMORPG 온라인 게임에서 사용되는 포인트 시스템이다. 플레이어들은 그들의 길드 또는 클랜 참가 이벤트로 DKP 포인트를 받으며, 이 포인트로 앞으로 드랍되는 전리품 (아이템)을 "구입"하는 데 쓸 수 있다. 이 시스템은 전리품 획득시 기여를 적게 한 사람은 적은 보상을 받으므로, 활발한 활동을 하는 멤버들이 더 좋은 보상을 받게 할 수 있다. DKP 시스템은 1999년 에버퀘스트 길드 "Afterlife"가 개발하고 이름을 붙였다. 이름의 기원은 에버퀘스트 1편의 두마리 용(Dragon) 보스 “로드 나가펜” 과 “레이디 복스”만이 레이드 목표였던 점에 착안하여 DKP는 "용 사냥 점수", 즉 드래곤 킬 포인트 라는 이름으로 개발되었다.

## 왜 DKP인가?
많은 MMORPG게임들이 아주 강한 적이나 또는 "보스"들을 물리쳤을 때 불규칙하게 생성되는 소량의 최고급 아이템을 가지고 있다. 이 아이템들은 으레 그들을 물리치는 데 필요한 그룹의 총 플레이어 인원보다 적은 양만이 "드랍"되곤 한다. 그래서, 어떤 플레이어가 아이템을 받을지에 대한 결정을 필요로 한다. 한가지 방법으로 주사위 굴림 방식이 있다. 아이템 분배를 주사위 굴림으로 어떤 플레이어가 가질지를 결정하는 자체 메커니즘을 가진 월드 오브 워크래프트같은 몇몇 게임이 그런 경우다. 그러나 많은 플레이어가 "공정"한데도 불구하고 그룹의 모든 플레이어가 아이템 습득의 동일한 기회를 가지는 것에 만족하지 못하여 이 시스템을 찾는다.

### DKP 시스템의 목적
DKP 시스템은 대개 서로 다른 여러 목적의 균형을 잡는 조례로써 사용된다. 몇몇 사람들은 시스템에 다음과 같은 것을 요구한다:
- 아이템은 참가자에게 공정하다고 보이는 방법으로 분배되어야 한다.
- 아이템은 향후 공략이 쉬워지도록, 길드/클랜의 전체적인 힘을 증가시키는 방법으로 분배되어야 한다.
- 열심히 하는 원로 멤버가 특별한 아이템을 받는 것은 신뢰성이 높은 방향으로 이루어져야 한다.
- 신입 멤버들은 길드 멤버쉽을 위한 인센티브로써 가치있는 아이템을 받아야 한다.
- 가치가 큰 아이템은 항상 일부 길드원이 지정하도록 해야 한다. 만약 아이템이 분배되지 않는다면, 더 강해질 기회를 잃어버리는 길드가 된다.
- 시스템은 관리자에 비해 쉽게 사용하며 이해할 수 있어야 한다.

한번에 이 모든 목적을 달성하기란 거의 불가능하다. 그래서 길드와 클랜들은 그들의 특정한 DKP 시스템을 설계할 때 우선순위를 설정할 필요가 있다.

## 기본 DKP
DKP는 사실 한가지의 시스템이 아니지만 경쟁하는 시스템 모두가 "DKP"라는 이름을 사용한다. 이 시스템의 가장 기초적인 부분은 다음과 같다:
- 각 시간마다 그룹에 의해 쓰러진 보스, 혹은 아이템 드랍이 될 때마다, 그룹의 각 멤버는 얼마간의 포인트를 받는다. 포인트는 또한 길드가 가치있는 것으로 인정하는 다른 것들로도 받게 된다 -- 예를 들어, 레이드에 참가한 총 시간에 기초하여 시간과 끝까지 남아있는 것을 부각할 수 있다. 또는 레이드에 다른 멤버들이 사용하는 섭취 가능한 물자(물약 같은)의 기부를 부각할 수도 있다.
- 그룹에 여러 플레이어가 원하는 아이템이 드랍될 때마다, 가지고 있는 포인트를 사용해서 경매를 한다. 최고 입찰자가 아이템을 받는다.

### 기본 DKP의 문제점
기본 DKP는 간단하고 플레이어가 이해하기 쉽지만 몇몇 잠재적인 약점이 있다.
첫째로, 인플레이션: 만약 시스템에 너무 많은 포인트가 들어오지만 충분히 빠지지 못하게 되면 플레이어는 대개 신규 플레이어와 경쟁할 일 없이 전리품의 대부분을 여유롭게 구입할 수 있는 거대한 포인트 은행을 구축하게 된다.
다음 문제는 직업간 불균형으로 비롯되어 왜곡된 포인트 가격이다. 만약 어떤 아이템을 매우 크게 요구하는 한 직업이 있고 그 직업이 너무 높은 입찰을 하게 되면 그 아이템의 가격은 매우 높아지게 된다. 이는 모든 직업에게 유용한 아이템에 집단적으로 적은 소비를 불러오는 것을 의미한다. 이것은 작업의 공급과 수요의 원리로, 너무 높은 입찰을 했던 직업이 그렇지 않은 직업보다 상황이 안 좋아지는 결과를 초래한다.
추가적으로, 공모한 공격에 취약하다. 먼저 많은 아이템들이 오직 전사나 사제같은 한 직업에게만 자주 사용된다는 점을 이해하면 공모를 통해 기본 DKP 체제를 무너뜨릴 수 있다. 예를 들어, 만약 "전사 전용" 아이템이 드랍된다면 전사는 주사위를 굴려 최소 포인트 입찰을 하거나 또는 소비할 포인트를 결정하거나 그들의 DKP 사용에 모두의 동의를 얻을 수 있었다. 이러한 방법으로, 모든 전사의 아이템은 다른 직업과 비교하여 비교적 과소 평가되어 있다. 이는 전사를 포함한 여러 직업에게 유용한 아이템이 드랍될 때 전사는 그룹에서 다른 직업보다 더 많은 DKP를 쓸 여유가 있다는 것을 뜻한다.

### 기본 DKP 수정안
한가지 수정안은 직업 전용 드랍의 포인트 소비를 각 직업별 셋트 아이템 포인트로 분류하는 방식이 사용된 DKP로 공모 취약성을 보완하는 방법이다. 공모를 크게 완화시키는 효과가 있는 이 방법은 상당히 복잡한 시스템에 대한 부담 및 많은 플레이어들이 이해하기 어렵게 만들어졌다.
다른 방법으로 위에 설명된 기본 DKP 시스템에 대한것들 보다 많은 다른 상황에서 플레이어에 대한 포인트 할당을 하는 것이 있다. 예를 들어, 길드 또는 클랜 이벤트 시간 정각에 주어지거나 그룹 또는 레이드에서 소비한 시간을 바탕으로 주어질 수도 있다. 추가적으로, 보너스 포인트는 종종 첫 대규모 공략을 성공적으로 완료시, 보다 어렵고 새로운 컨텐트를 극복하려는 노력을 한 사람들을 단체로 격려하기 위해 지급할 수도 있다.
몇몇 시스템은 원로 플레이어가 거대하게 늘어난 포인트를 가질 수 없게 해서, 나중에 가입한 플레이어가 항상 "아무도 안 먹는" 아이템만 먹게 되는 것을 방지하는 포인트 총합의 재정상화 절차를 가지고 있다. 이는 모두에게 지정된 기본 포인트, 또는 특정 포인트가 시간이 지날수록 줄어드는 것으로 고안된 시스템에서 수정된 양만큼의 포인트만 빼는 것을 말한다. 예를 들어, 길드는 모든 플레이어의 포인트에서 '플레이어들의 평균치 또는 1보다 작은 상수와 모든 플레이어의 총합을 곱한 값' 만큼을 빼도록 결정할 수 있다. 이 기술들은 플레이어의 상대적인 계층의 격차를 유지하고 있지만, "따라잡기" 쉽도록 만들어졌다.
한편, 몇몇 길드는 문제를 정반대의 상황에서 보기도 한다. 입찰 기반의 DKP 시스템은 대다수 아이템의 가격이 여러 플레이어들이 획득하여(아래의 DKP의 경제학 참고) 시간이 지날수록 감소하는 경향이 있다. 이 때문에, 보유한 DKP의 평행화 대신 몇몇 길드는 그들의 새 멤버들이 적은 DKP와 적은 노력으로 높은 수준의 장비를 획득하는 DKP 페널티 및 아이템 최소 입찰로 시작하는 것으로 대신한다.
마지막으로, 몇몇 시스템은 경매 대신 사전에 결정된 아이템에 수정된 가격을 책정하기도 한다. 이 "가격 수정 DKP" 시스템은 게임 도중 관리자가 사용하기 매우 빠르다는 장점이 있지만, 가격 제어(아래 가격 제어 참고)의 해로운 경제적 효과 때문에 피해를 입기도 한다.

## 그밖의 DKP 시스템
몇몇 다른 시스템들 역시 DKP라고 불리지만, 대체적인 원리가 거의 다르다. 아래 시스템의 일부 예제가 제공된 항목이 실제 사용중인 것들이다. 정확한 원리는 거의 조금씩 다르게 각 길드에 의해 사용되거나, 또는 복합적 시스템에서 요점만 사용한다. 그러므로 이 목록이 전부가 아니다.

### 제로섬 DKP
이 시스템에선, 특정 공략에서 구할 수 있는 모든 아이템에 미리 가격이 할당되어 있다. 이러한 아이템이 드랍 될 때 플레이어는 우선적으로 그들 포인트의 크기로 아이템 획득의 선택권을 가진다. 만약 플레이어가 아이템 획득을 결정하면, 공략에 참가한 모두가 소비한 포인트에 대해 각자 같은 분량을 받게 된다. 플레이어는 마이너스 포인트를 허용한다. 포인트의 총 소비량은 받은 포인트 양과 항상 같아야 한다는 것이 "제로섬"이라는 이름의 기원이다.
이 개념을 명확하게 해 줄 예제가 있다. 만약 도전 결과로 아이템에 80포인트를 책정한 그룹이 있고, 한 그룹에 40명의 인원이 있다면 그룹의 모두는 그들의 총 합계에 2 포인트(아이템 포인트 80을 40명으로 나눈 수치)가 추가된다. 아이템을 받은 사람은 총 78 포인트를 잃게 된다. (80 포인트를 썼지만 그들이 2 포인트씩 나눠받았기 때문에) 순서에 따라 78포인트를 쓴 사람이 다른 아이템을 받으려면 적어도 그룹의 다른 멤버들보다 포인트가 높아지기 전까지 기다려야 한다. 마지막 결과는 수여된 아이템의 가치에 가중치를 부여한 round-robin방식으로 정렬된 도식에 있다.
제로섬 DKP의 지지자들은 이 방식이 신규 멤버일수록 그룹 멤버가 특정 가치있는 아이템을 획득 후 종종 마이너스 포인트가 되는 것에서 보다 많은 아이템 획득의 기회를 허용하며 신규 멤버는 0포인트로 시작하게 된다고 주장한다. 하지만 이 시스템의 효과는 가격 분산과 가격 층을 장점과 단점을 모두 동반하는 "DKP 시장"에 할당하고 있다. (아래의 가격 제어 참고)
이 시스템은 공모를 할 수 없도록 불필요한 아이템이 선택되는 전략이므로, 공모한 공격에 대부분 면역 체계를 갖추고 있다.
제로섬 DKP 시스템은 새 컨텐트를 배울 때 문제를 일으킬 수 있다. 던전을 익히는 데 소요되는 드랍이 거의 없는 기간이 플레이어의 DKP 점수에 반영되지 않아, 그룹이 만족할만한 아이템을 받게 되기 전까진 레이드가 플레이어들에게 부각되지 않을 수 있다. 이런 문제의 보상으로, 몇몇 길드는 데이터베이스에 '유령' 플레이어를 포함하여 다른 플레이어와 같은 레이드 출석과 포인트 획득에 대해 고려하게 된다. '유령' 플레이어 계정의 DKP 풀은 이후 새 보스 도전에 두각을 보이는 플레이어에 대한 보상으로 쓰인다.

### 완전 소비형 DKP
완전 소비형 DKP에서, 플레이어가 아이템 구입을 결정할 때마다 플레이어는 현재 가지고 있는 DKP 전부를 소비해야 한다. 아이템은 DKP 포인트 크기의 순서에 따라 우선적으로 할당된다. 이는 신규 플레이어가 확고해진 DKP 시스템에서도 아이템을 받을 수 있는 보장이 있게끔 의도된 방식이지만, 베테랑 플레이어들은 오랜 기간 활동하여 아이템 획득을 거의 대부분 보증받게 된다.
이 시스템의 가장 큰 문제점은 플레이어들이 종종 원하지 않는 많은 아이템에 그들의 모든 포인트를 소비해야 한다는 것을 마지못해 한다는 것이다. 또한, 완전 소비형 DKP에서 플레이어는 많은 인센티브를 가질 수도 없다. 그들이 경쟁중인 플레이어중 한번 포인트 선두가 되면, 레이드에 자주 참가하여 충분히 선두를 유지하는 것 말고는 그들이 원하는 구체적인 아이템을 가질 기회가 없다.
이 시스템은 공모를 할 수 없도록 불필요한 아이템이 선택되는 전략이므로, 공모한 공격에 대부분 면역 체계를 갖추고 있다.
또한 아직 드래곤 킬 포인트라는 이름을 쓰지 않는 제로섬 DKP 룰을 따르는 많은 시스템들이 있다. 점점 사람들은 제로섬 DKP 시스템을 레이드 출석자들에게도 포인트를 지급하는 쪽으로 바꾸고 있다.

### 충분 소비형 DKP
충분 소비형 DKP는 완전 소비형의 결과의 일부가 이루어지게끔 의도되었지만, 덜 급진적이다. 충분 소비형 DKP에서 플레이어들에겐 포인트 수치의 순서에 따라 우선권이 주어진다. 자격을 갖춘 플레이어들은 우선권 순서에 따라 설문을 하게 되며, 자기 차례에 아이템을 원하는 플레이어가 있다면 다음으로 포인트가 높은 플레이어보다 1 높은 양으로 DKP를 써야만 한다. 이 방법은 플레이어들이 약간의 DKP를 남기는 것을 허용하지만, 모두가 우선권이 낮음에도 아이템을 원하며 이들이 포인트로 입찰을 할 수 있다는 생각을 하게 된다. 중요한 것은 이 눈치작전이 플레이어들이 단순히 입찰 설문시 아이템을 요구하는 것과 레이드 리더가 거기에 필요한 모든 것들을 결정할 수 있다는 점에서 관리의 간편한 장점이 있다는 것이다.
완전 소비와 같은 엄격하지 않은 방식을 사용하는 동안, 충분 소비 DKP는 원하지 않는 아이템을 유발할 수 있다.
이 시스템은 공모를 할 수 없도록 불필요한 아이템이 선택되는 전략이므로, 공모한 공격에 대부분 면역 체계를 갖추고 있다.

### 가능성 DKP
즉시 DKP를 소비하여 아이템을 구입하는 것보다 몇몇 길드는 DKP로 플레이어의 포인트 대신 그들의 주사위 굴림 방식을 통한 아이템 획득의 가능성을 사용한다. 예를 들어, 만약 한 플레이어가 20 DKP를 가지고 있고 다른 사람은 10 DKP를 가지고 있다면, 더 높은 포인트의 플레이어는 아이템 획득에 두번의 주사위 굴림 기회를 가지게 된다. 그리고 승자의 DKP 포인트는 미리 책정된 아이템 포인트에 의해 감소된다.
이 시스템의 지지자들은 이 방식이 신규 플레이어의 발언권이 완전히 사라지는 일 없이 경험이 많은 플레이어에게 잇점을 주는 것으로 원로 멤버와 신규 멤버 간의 관계를 균형있게 만든다고 주장한다.

### 효과적 DKP
일반 dkp 시스템의 변종이나 60일간의 참가 횟수의 %를 사용해 각각의 현재 dkp, 향후 효과를 결정한다. 이 시스템은 전리품이 활동성에 의해 부여되므로 인플레이션 대응의 한 방법이 될 수 있다.
멤버 A가 길드에 1년간 있고 모두 1000dkp를 획득했고 멤버 B가 4개월 전에 가입하여 300dkp만 있다고 가정하자; 하지만, 멤버 A는 그의 참가율이 낮아 총 레이드의 약 30%이며 멤버 B는 매우 활동 적으로 100% 참가율을 보인다면, 두 플레이어의 효과적 DKP는 이렇게 된다:
- 멤버 A - 1000dkp * .3 = 300dkp
- 멤버 B - 300dkp * 1.00 = 300dkp

이들 양쪽 모두에 참가율로 간단하게 결정된 포인트 설정은, 활동적인 신규 플레이어에게도 보상이 주어진다. 이 시스템은 무엇보다도, 활동에 의해 값이 커진다. 오랜 기간 막대한 양의 DKP를 가진 원로 멤버라도 참가율을 올려 유지를 해나갈 필요가 있다. 아이템 가격은 획득한 DKP의 양에서 빠져나간다. 효과적 DKP의 포인트는 오직 아이템 획득이 결정되었을 때만 사용되는 것이다.
|                                             | DKP 시스템 |        |        |           |           |           |
| 특징                                        | 기본       | 수정   | 제로섬 | 완전 소비 | 충분 소비 | 가격 조정 |
| 가격 분담                                   | 아니오     | 아니오 | 예     | 아니오    | 아니오    | 예        |
| 가격 층                                     | 아니오     | 아니오 | 예     | 아니오    | 아니오    | 예        |
| 어떤 아이템이든 모든 DKP 소비               | 아니오     | 아니오 | 아니오 | 예        | 아니오    | 아니오    |
| 다음으로 포인트가 높은 사람보다 1 크게 소비 | 아니오     | 아니오 | 아니오 | 아니오    | 예        | 아니오    |
| DKP 소비가 레이드/그룹에 적용               | 아니오     | 아니오 | 예     | 아니오    | 아니오    | 아니오    |
| 드랍으로 DKP 지급                           | 아니오     | 예     | 아니오 | 예        | 예        | 예        |
| 시간에 따라 DKP 지급                        | 아니오     | 예     | 아니오 | 예        | 예        | 예        |
| 종료시 DKP 지급                             | 아니오     | 예     | 아니오 | 예        | 예        | 예        |
| 보스 사냥시 DKP 지급                        | 예         | 아니오 | 아니오 | 아니오    | 아니오    | 아니오    |

## 불필요한 아이템의 분배 전략
어떤 시스템이든, 특히 효과적인 가격 층으로 정렬되어 있는 경우는 그룹내 어떤 멤버도 필요로 하지 않는 아이템이 있을 수 있다. 여러 클랜 또는 길드가 이 문제를 여러 방법을 통해 분배한다. 한가지 방법은 특정 플레이어에게 할당, 즉 길드의 리더가 강제로 플레이어가 아이템의 DKP 가격을 지불하도록 하든지 아니면 간단하게 이것으로 많은 이득을 가진다는 생각을 하게끔 저변을 구축하든지, 또는 다른 요인을 통해 분배한다. 주사위 굴림도 사용할 수 있다. 몇몇 길드는 게임내에서 가능하다면 누군가 원하는 사람이 나올때까지 이런 아이템들을 저장해놓은 "길드 은행"을 운영한다. 몇몇 게임에서는 아이템을 파괴하여 다른 용도의 유용한 것으로 바꾸는 것이 가능하다. 만약 이게 가능하다면, 몇몇 그룹은 필요하지 않은 아이템이라면 이 방법을 사용하도록 한다.
하지만, 항상 DKP 시스템이 플레이어간의 공모를 방지하는 방법으로 설계된다는 것을 알아둬야 한다. 만약 당신의 DKP 시스템이 불필요한 아이템을 할당하는 체제를 가지고 있다면, 이 방법들이 아이템을 강제로 획득한 플레이어가 아니라면 플레이어간 공모의 의도로 사용될 수 있다.

## DKP의 경제학
DKP의 의도는 길드원 사이에 모자라는 자원을 할당하는 것으로, 경제학의 맥락에서 이해할 수 있다. 특히, 우리는 아이템의 가격 결정이 결합된 수요와 공급에 이 시스템들의 효과도 고려해야 한다.
아이템의 공급이 어떻게 이루어지는지에 대한 이해는 다소 해결하기 어려운 일을 할 수 있게한다. 일반 경제학에서, 공급은 자원을 사용하여 상품을 만들거나 판매에 대한 서비스등을 제공하는 업자들의 노력으로 만들어진다. 그리고 당연히, MMORPG에서의 아이템들은 플레이어의 노력으로 만들어진다. 하지만, 월드 오브 워크래프트 같은 게임에선 몇몇 아이템은 오직 처음 아이템을 "루팅"한 플레이어만 사용할 수 있다. 이런 아이템들을 월드 오브 워크래프트에선 획득시 귀속 (획귀) 그리고 에버퀘스트에선 NO-TRADE라 부른다. 다른 아이템들은 발견한 이후 팔거나 줄 수 있다. 월드 오브 워크래프트에선 이들 아이템을 전문 용어로 착용시 귀속 (착귀) 그리고 에버퀘스트의 전문 용어로 아이템에 Attunable 딱지가 붙는다. 이 아이템들의 공급은 그 결과 특정 공략에 참가한 몇몇 플레이어만 아이템을 획득할 수 있어서 다소 불규칙하다. 공급의 대부분은 특정 그룹이 특정한 공략을 끝마친 횟수만큼이다.
플레이어가 특정 아이템 하나를 가지면, 보통 그가 가지고 있는 다른 것은 필요가 없어지게 된다. 첫 아이템 본(本)이 플레이어에게 매우 유용함을 보이는 동안, 그 아이템의 두 번째 본의 한계 효용은 보통 0이다. 공략이 새로 시작되거나 아직 일정 그룹으로 쓰러트리지 못한 것이 있을 때, 이 공략에서 나오는 아이템의 수요는 매우 높아지게 될 것이다. 하지만, 공략이 여러번 완료된 이후 대부분의 플레이어는 이미 그들이 원하는 모든 아이템을 이미 가지고 있게 된다. 그러므로 수요는 극적으로 저하되는 경향을 보인다.
대략 고정된 공급과 급속히 줄어드는 수요의 결과로 아이템의 DKP 가치는 길드 초기엔 매우 높게 시작하며 길드가 성숙해질수록 빠르게 붕괴되어 결국 아이템의 상대적 가치와 신규 멤버의 유입과 기존 멤버의 이탈 비율 등 희소성에 의해 일정한 수치에 가깝게 조정된다. 이것이 일부 그룹들의 몇몇 멤버가 먼저 높은 포인트를 쓰고 신규 멤버는 아이템 가치가 붕괴된 이후 낮은 포인트를 쓰는 것이 공평하지 못하다고 느껴 가격 수정 시스템을 사용하는 이유이다.

### 가격 제어
제로섬과 가격 조정 같은 몇몇 시스템에선 가격 분담, 가격 층, 또는 양쪽 모두를 사용한다.
가격 층의 효과는 종종 아무도 특정 아이템에 포인트 요구수치를 소비하려 하지 않는 상황이 발생하여, 어려운 이 문제를 해결할 몇가지 계획을 반드시 필요로 할 때 발휘된다. 이런 상황을 어떻게 다뤄야 하는지에 대한 정보가 있는 위의 "불필요한 아이템의 분배 전략"을 보자.
가격 분담은 주어진 가격에 다수의 플레이어가 아이템을 원하는 상황이 있을 것을 염두에 두는 것이다. 포인트 시스템으로 분배할만한 아이템에 모든 플레이어가 주사위 굴림을 하게끔 하여 그들 중 주사위 굴림에서 지면, 그것이 대체로 공정하다고 여긴다. 이것이 모두가 원하지 않는 아이템이 되는 것보다는 일반적으로 해결하기 쉽다. 하지만 만약 가격이 너무 낮게 책정되었다면 너무 많은 플레이어가 아이템을 구입하는 데 충분한 포인트를 가지게 될 것이며 무엇보다 포인트 시스템의 가치를 상실한다.

## DKP 논쟁
DKP의 목적은 가상의 부의 재분배이며, 이 주제는 지극히 논쟁의 여지가 있다. 이 항목은 DKP 시스템 사용에 대항하는 주장들의 일부가 기록되어 있다. 이 항목은 개인적 시스템의 의문점은 다루지 않지만 플레이 보상으로 포인트 시스템을 사용하는 완전한 개념은 다룬다.
본래, 가장 우선적인 DKP 시스템의 조건은 플레이어가 그들의 노력에 의거한 보상을 받아야 한다는 것이다. 하지만, "가치"와 "노력"의 개념이 DKP 시스템에 본질적인 결함을 제공하는지에 관해선 여전히 논란이 있다.

### DKP 시스템에 반대하는 주장
- DKP는 오랜 기간 기여한 질적 수준에 비례하여 일정 그룹의 레이드에 보상을 주고 있다. 이는 이전의 다른 시스템에도 일반적으로 나타났던 문제이다. 이것은 DKP의 감소 또는 DKP 수확 체감의 법칙 사용과 같은 아이디어 사용을 저해할 수 있다.
- 레이드에서 조직 및 획득된 플레이어 경험이 레이드 결과에 영향을 미치지 않는다. DKP 시스템은 적합하지 않다. 모든 플레이어가 똑같이 공략에 기여를 하기 때문이다. 공략에서 획득한 아이템은 대체로 이전의 어떠한 공략에서도 의존되지 않았다. 몇몇 플레이어들은 이것이 불공평하다고 주장한다.
- 캐쥬얼 플레이어들은 이미 격렬하게 플레이를 하는 사람들보다 더 적은 공략을 해서 아이템 획득의 기회를 거의 가지고 있지 않다. DKP의 사용은 방대하고 균형잡히지 않아서 캐쥬얼 플레이어들을 곤혹스럽게 한다.

### DKP 시스템에 찬성하는 주장
- "하드코어" 플레이어는 레이드 그룹에 과다한 기여를 한다. 그들은 진형 전략, 길드 조직, 종종 길드의 열쇠 위치를 유지한다든가 하는 복잡하거나 어려운 공략을 익히는 본보기가 된다. 그들은 그래서 막대한 기여에 해당하는 만큼의 전리품을 받을 수 있다.
- 정규 레이드에서, 희귀한 아이템조차도 원하던 모든 플레이어들이 결국은 갖게 된다. DKP 시스템은 누구에게 아이템이 주어지는지에 대한 순서만을 정할 뿐이다.
- 추가적으로 아이템의 개인적 이득으로, 길드의 외형적인 면이 있다. 예를 들어 탱커의 초당 피해량을 올려주는 무기는 다른 플레이어가 어그로를 잡아둘 일 없이 더 많은 초당 피해량을 줄 수 있으므로 레이드에 이득을 가져다준다. DKP는 역사적인 레이드를 한 거의 모든 플레이어가 먼저 아이템을 받는걸 보증한다. 그들이 이 아이템을 앞으로 거의 모든 레이드에 가져온다고 가정한다면 그룹의 이익을 극대화하는 것과 같다.
- DKP 시스템은 경험자, 좋은 장비를 갖춘 플레이어가 그들이 더 이상 개인적인 이익을 볼 수 없어도 다른 공략에서 전리품 획득의 기회를 높이기 위해 공략을 계속해 나가는 것을 장려한다.
- 가능성 시스템은 종종 예외적인 짧은 진행에 손해를 본다. DKP 시스템은 계획과 플레이어 승인을 보조하여 보다 예측 가능한 결과를 만들어 낸다.
- 난이도가 높은 공략을 시도하면서, 여러 주간을 어떠한 전리품 드랍도 없이 보내게 된다. 많은 DKP 시스템이 꾸준한 참가와 오랜 기간 계속되는 실패에 대한 보상을 해준다. 이는 레이드 구성이 지속적으로 유지되고 보스들을 "파밍 상태"로 만드는 것에 기여한다. 그러므로 신규 플레이어들은 길드의 장기간 투자로 이득을 보고 있는 것이다.

## 새로운 DKP 시스템

### R-DKP system(relational DKP)
소비하는 포인트가 득하는사람의 포인트에 따라서 변화하게 되는 시스템이다. 같은 아이템을 먹었다 하더라도 자신의 축적된 포인트에 따라 소비하는 포인트가 달라진다. 소득 포인트는 어떠한 시스템과도 상관하지 않고 이 시스템은 오직 포인트를 소비하는 것에 대한 시스템이다. 소비 포인트 공식은 다음과 같다,
```
(소비 포인트) = (원래 아이템의 포인트) * (득하는 자의 포인트) / (공격대 기준 포인트)
```

이고, 공대기준포인트는 공대장의 재량에 의해 조절할 수 있다. 예를 들어 50포짜리의 아이템을 먹는 A,B,C의 세 사람이 있을 때 A는 200포 B는 300포 C는 400포였다고 가정하고 여기서는 계산의 편의를 위해서 기준을 300포로 설명한다. 먼저 B는 기준 포인트인 50포인트를 소비하고 A는 50*200/300 = 33.3 포인트를 소비한다. 마찬가지로 C는 50*400/300 = 66.6 포인트를 소비하게 된다.
결국 이 제도의 결과는 고포인트자들은 높은 포인트로 득할 수밖에 없고 신규 가입자들은 상대적으로 매우 낮은 포인트로 득하게 된다. 그리고 이 시스템에서는 마이너스 포인트가 절대 존재하지 않는다. 만약 0포인 신입의 경우는 입찰을 제한하는 방법 또는 가입과 동시에 5포 정도를 지급하는 방법이 반드시 시행되어야 하고 기준포인트는 가장 높은 아이템의 포인트보다 높아야 한다. 또한 아이템 하나를 득할 때마다 적용되는 (득하는 자의 포인트)는 반드시 수정되어야 한다.